# アリランラーメン

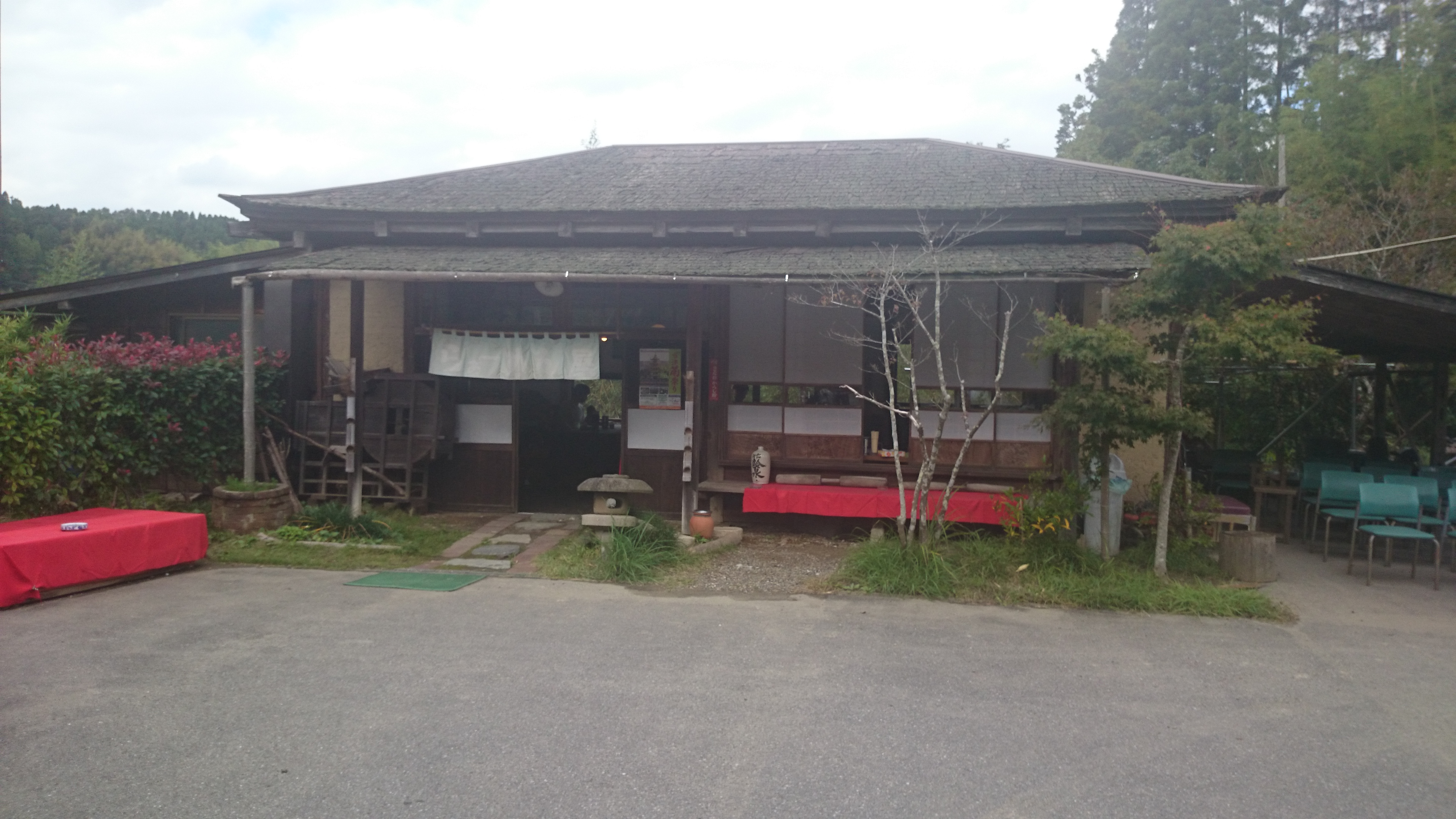
らーめん八平店舗外観

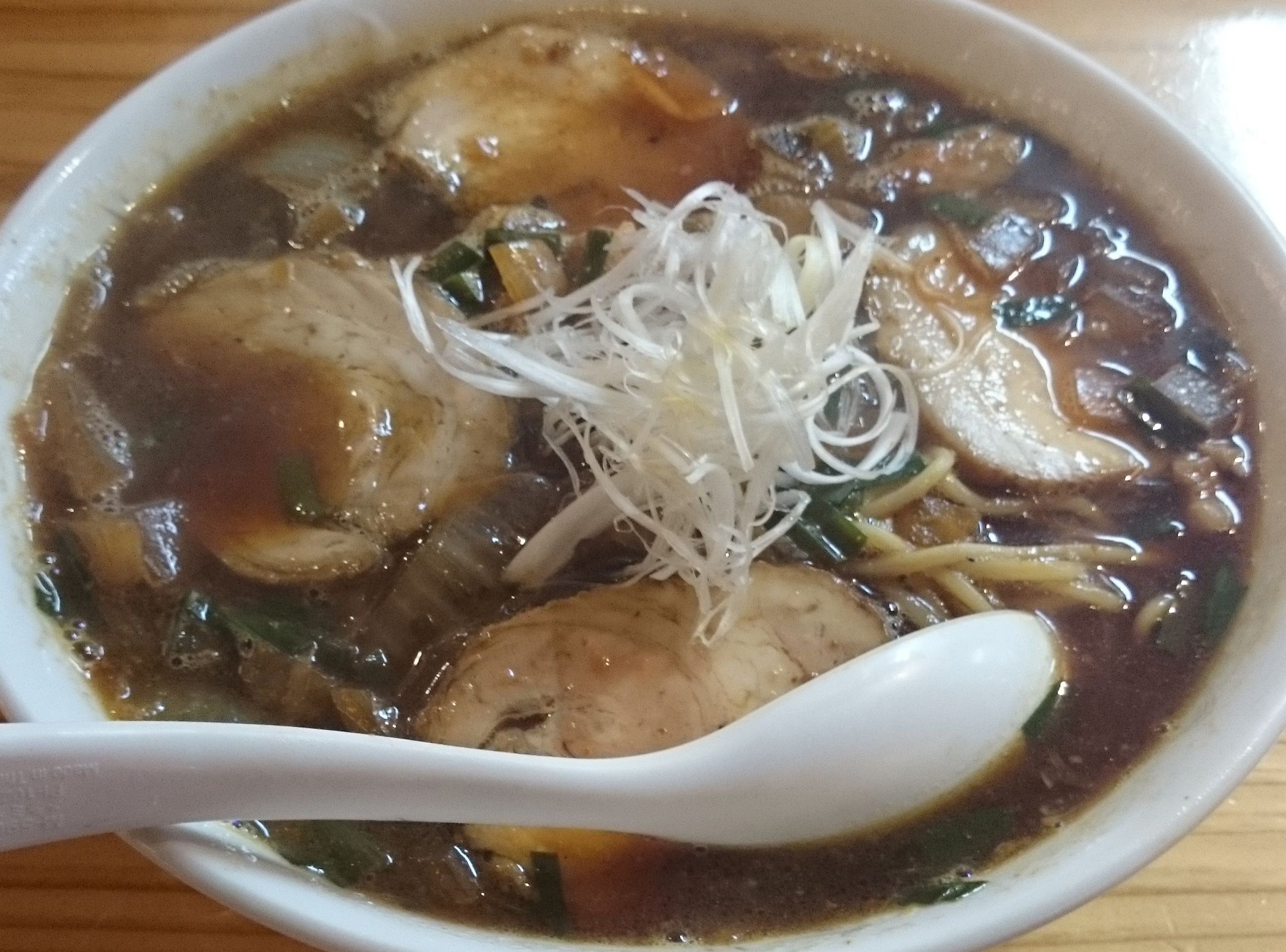
アリランラーメン

アリランラーメンとは千葉県長生郡長柄町山根に所在する「八平の食堂」とその親族が経営する店で提供されているラーメンメニューの名称である。

## 概要
玉葱をベースにニラ、にんにく、豚肉、ネギなどを独自の製法により調理したピリ辛ラーメン。発祥の店の場所が峠ということもあり、朝鮮半島の伝説の峠「アリラン峠」を越えられるようなスタミナのつくラーメンという意味からこの名前が付けられた。

## 店舗
3軒とも親族が経営している。
- 長柄町山根（鼠坂）の「八平の食堂」（通称「峠の八平」、「鼠坂の八平」）※発祥の店
- 長南町山内の「らーめん八平」（通称「八平」）
- 市原市米沢の「味覚」※2019年（令和元年）9月30日閉店[2]

公式サイト等では「八平の食堂が本店」という扱いになっているが、親族経営でアリランラーメンを提供しているという点以外には、メニューや店舗システム等に共通点はない。